# رونکو سکریویا
رونکو سکریویا (به ایتالیایی: Ronco Scrivia) یک کومونه در ایتالیا است که در استان جنوا واقع شده‌است. رونکو سکریویا ۳۰٫۵ کیلومتر مربع مساحت و ۴٬۵۷۳ نفر جمعیت دارد و ۳۳۴ متر بالاتر از سطح دریا واقع شده‌است.